# .am
.am er et nationalt topdomæne der er reserveret til Armenien. Bruges også i nogle tilfælde der omhandler AM-radiostationer
| Nationale topdomæner | Spire Denne artikel om nationale topdomæner er en spire som bør udbygges. Du er velkommen til at hjælpe Wikipedia ved at udvide den. |